# IC 3317
IC 3317 је елиптична галаксија у сазвјежђу Береникина коса која се налази на листи објеката дубоког неба у Индекс каталогу.
Деклинација објекта је + 25° 20' 36" а ректасцензија 12h 25m 38,8s. Привидна величина (магнитуда) објекта IC 3317 износи 16,5 а фотографска магнитуда 17,5.